# Tadeusz Litawiński
Tadeusz Litawiński (ur. 2 maja 1902 w Podgórzu, zm. 23 maja 1986 w Zakopanem) – polski inżynier budownictwa, kolekcjoner dzieł sztuki.

## Życiorys
Ukończył szkołę średnią w Krakowie, potem studiował na wydziale budownictwa Wyższej Szkoły Przemysłowej, gdzie był uczniem m.in. profesorów Władysława Ekielskiego i Artura Romanowskiego. W 1920 roku (jako student IV roku) wstąpił ochotniczo do wojska. Po zakończeniu wojny na wschodzie studiował architekturę wnętrz, jednak przerwał naukę i podjął pracę zawodową pod kierunkiem prof. Jerzego Staruszkiewicza i Józefa Gałęzowskiego. Pierwszą większą budowlą, wykonaną pod jego nadzorem był gmach Szkoły Pielęgniarek w Krakowie.
W 1928 roku przeniósł się do Zakopanego i tu otworzył biuro architektoniczno-budowlane, współpracując m.in. z architektem Eugeniuszem Wesołowskim.
20 lutego 1940 roku został aresztowany przez gestapo, był pół roku więziony w Krakowie w więzieniu przy ul. Montelupich. Udało mu się uciec z transportu do Auschwitz-Birkenau. Ukrył się w Czernichowie, gdzie pozostawał zakonspirowany do końca wojny, działając jako żołnierz 12 pułku piechoty AK Ziemi Bocheńskiej.
Po wojnie wrócił do Zakopanego. W okresie stalinowskim był poddawany represjom, został niesłusznie oskarżony o zabór mienia społecznego przy budowie prywatnego domu, który zamierzał przeznaczyć na muzeum swoich zbiorów – wygrał proces, ale został zrujnowany finansowo.

## Dorobek architektoniczny i budowlany
Litawiński przed II wojną światową projektował i prowadził budowy m.in.: Sanatorium Akademickiego, szkoły podstawowej na Bystrem, leżakowni przy sanatorium „Warszawianka” przy ul. Jagiellońskiej (w 1935 roku – do budynku tego w 1984 roku została przeniesiona Galeria Władysława Hasiora, która została otwarta dla publiczności 1 lutego 1985 roku), drogi do Skoczni i Domu Wczasowego „Salamandra” w Kościelisku.
Po wojnie prowadził m.in. remonty np.: Sanatorium Akademickiego (gdzie samodzielnie sfinansował budowę kaplicy z ołtarzem, w którym postać Chrystusa na krzyżu rzeźbił Antoni Kenar), Sanatorium „Pocztowców”, „Warszawianki”, „Odrodzenia” i Szpitala Miejskiego w Zakopanem.

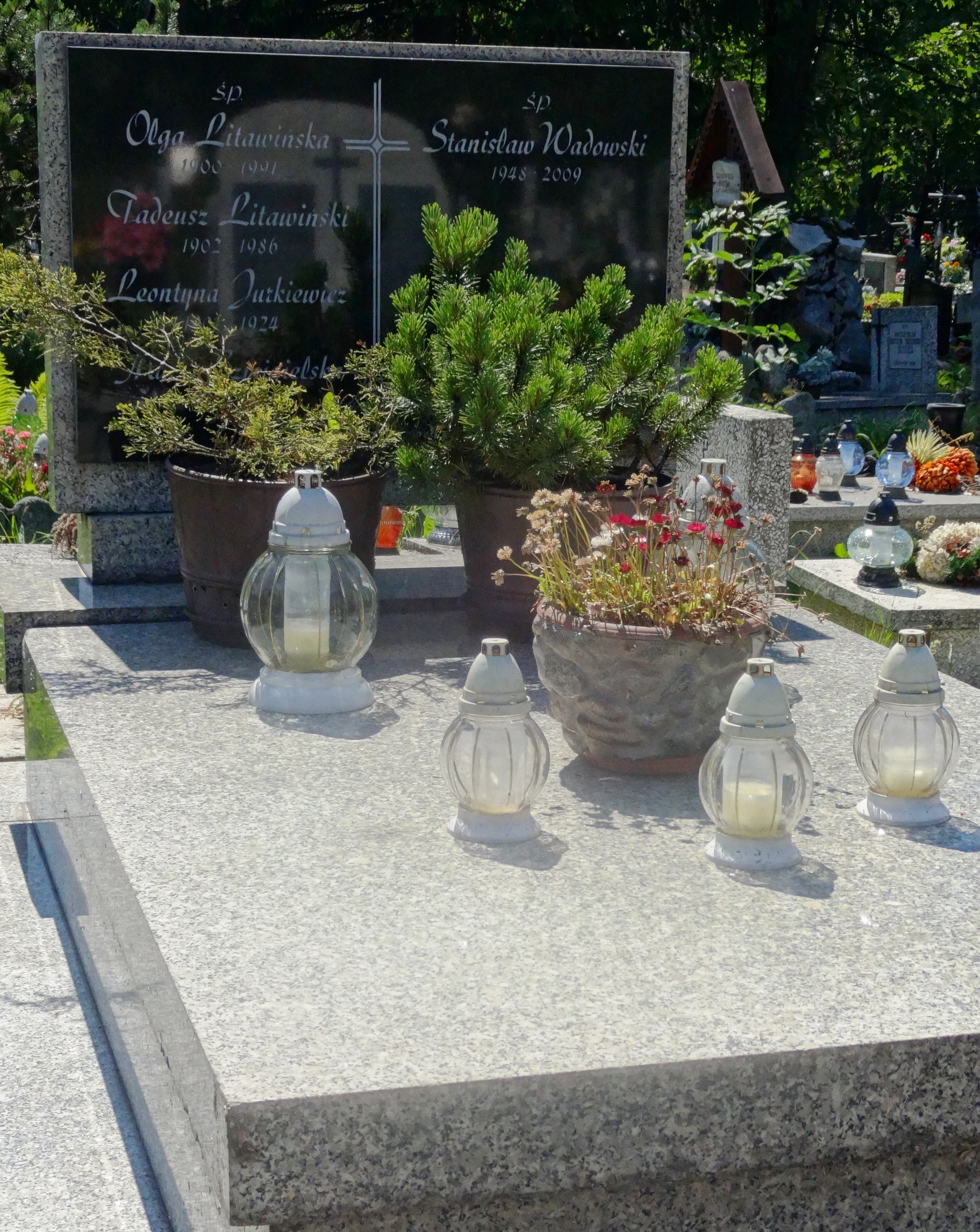
Grób Tadeusza i Olgi Litawińskich
na Nowym Cmentarzu w Zakopanem

.

## Członkostwo w organizacjach
Był wieloletnim członkiem Towarzystwa Przyjaciół Sztuk Pięknych w Krakowie. Zakopiański Klub Kolekcjonerów mianował go swym członkiem honorowym.

## Życie prywatne
Litawiński ożenił się z Ewą Olgą Jurkiewicz (1900–1991), siostrą Stanisława Jurkiewicza. Mieli jednego adoptowanego syna, Marcina Andrzeja.
Brat cioteczny Jerzego Chumińskiego.
Po śmierci został pochowany na Nowym Cmentarzu w Zakopanem (kw. J-A-15).

## Zbiory

### Historia
Od młodości zbierał dzieła sztuki i gromadził kolekcję wartą wiele milionów złotych: w latach 70. i 80. było to ponad 200 obrazów malarzy polskich i zagranicznych, w tym wiele obrazów o tematyce tatrzańskiej i podhalańskiej. Szczegółowy opis kolekcji znajduje się poniżej.
Planował przekazać kolekcję miastu Zakopane, ale w zamian prosił o umożliwienie mu powiększenia jego mieszkania (w którym trzymał kolekcję) w willi „Bożydar” przy ul. Jagiellońskiej w Zakopanem o dalsze 4 pokoje, należące do innych lokatorów. Władze Zakopanego jak i dyrekcja Muzeum Tatrzańskiego nie spełniły jego prośby. W efekcie Litawiński pod koniec życia przekazał swoją kolekcję do muzeum Katolickiego Uniwersytetu Lubelskiego na następujących zasadach: w zamian za podpisanie umowy użyczenia, muzeum godziło się na przejęcie kolekcji w całości. Przekazując kolekcję liczącą 439 dzieł sztuki, Litawińscy napisali w piśmie do KUL, że pragną, „aby to piękno, które stanowiło sens ich życia, które tak bardzo kochali, służyło innym, a przede wszystkim adeptom i miłośnikom sztuki jako materiał pomocniczy w studiach na KUL”.
Po śmierci Litawińskiego, jego żona Olga podpisała w 1987 roku umowę zamiany użyczenia na darowiznę. Jednak po kilku latach, spadkobierca Litawińskich, Marcin Litawiński wystąpił o zwrot zabytków, powołując się na fakt, że podpisana przez Olgę Litawińską umowa nie jest wiążąca, ponieważ akt ten nie został potwierdzony notarialnie, a co więcej, nie miała ona wówczas prawa dysponować całym rodzinnym majątkiem, bo nie nabyła jeszcze wtedy praw do spadku po mężu. Marcin Litawiński wystąpił o zwrot 25% wartości kolekcji, którą wycenił w 2002 roku na 4 mln zł. Sprawą zajął się Sąd Okręgowy w Lublinie.
W odpowiedzi na pozew prawnik reprezentujący KUL stwierdził, że intencją rodziny Litawińskich „było dokonanie na rzecz Katolickiego Uniwersytetu Lubelskiego darowizny kolekcji”. Jakakolwiek umowa darowizny dokonana bez poświadczenia notariusza jest ważna, jeśli została później wykonana. W tym przypadku tak właśnie się stało, bo zbiory trafiły do Lublina.
Ostatecznie cała kolekcja pozostała w Muzeum Uniwersyteckim KUL im. ks. Jana Władzińskiego. Szczegóły ugody nie są znane. Kolekcja Litawińskich jest dumą uczelnianego muzeum, stanowi osobną część jego zbiorów. Przy aranżowaniu nowej, stałej ekspozycji starano się nawiązać do atmosfery panującej w zakopiańskiej willi darczyńców – „Bożydar”. Zawieszone jeden obok drugiego obrazy i dekoracyjne talerze szczelnie zapełniają powierzchnię wszystkich ścian, a serwantki i szafy są pełne od nagromadzonych w nich wyrobów z porcelany i szkła. Napisano na jej temat pracę magisterską, wydaną później w formie książki.

### Kolekcja
Kolekcja Litawińskich zawierała, według katalogu Jana Wiktora Sienkiewicza:
- I. Zbiór malarstwa polskiego i grafiki od końca XVIII do połowy XX wieku, obrazy m.in. takich malarzy, jak:

Zygmunt Ajdukiewicz,
Stanisław Bryniarski (poza sprzedanym wcześniej obrazem Chałupa strzechą kryta, 1851),
Józef Chełmoński,
Stanisław Chlebowski,
Stanisław Czajkowski,
Julian Fałat,
Wojciech Fleck,
Mieczysław Jakimowicz,
Wacław Koniuszko (poza sprzedanym wcześniej obrazem Zaułek na Kazimierzu w Krakowie, 1879),
Jacek Malczewski (poza sprzedanym wcześniej obrazem Portret malarza Wacława Koniuszko, 1896),
Rafał Malczewski,
Jan Matejko,
Piotr Michałowski,
Aleksander Mroczkowski (poza sprzedanym wcześniej obrazem Morskie Oko, 1921),
Stanisław Noakowski,
Antoni Adam Piotrowski,
Władysław Skoczylas,
Włodzimierz Tetmajer,
Alfred Wierusz-Kowalski,
Leon Wyczółkowski,
Michał Wywiórski.
- II. Europejskie i polskie wytwory z zakresu rzemiosła artystycznego.
- III. Wyroby z porcelany, fajansu i biskwitu od I połowy XVIII do XX wieku, w tym m.in. wyroby z Miśni, Berlina, Wiednia, Frankenthala, Ludwigsburga, Sèvres, Neapolu, wyroby rosyjskie oraz polskich wytwórni – Korzec, Baranówka, Ćmielów, Chodzież).
- IV. Wyroby ze szkła od drugiej połowy XVIII do XX wieku, pochodzące z terenu Czech, Niemiec, Dolnego Śląska, Polski, Francji, Włoch, Anglii.
- V. Wyroby ze srebra i brązu od XIX do XX wieku.
- VI. Inne obiekty od XIX do XX wieku.
- oraz liczący ok. 1200 woluminów księgozbiór dotyczący sztuki[4].